# Carlos Vega
Carlos Vega (født 7. december 1956 på Cuba - død 7. april 1998 i Los Angeles, Californien, USA) var en cubansk/amerikansk trommeslager.
Vega er nok mest kendt fra fusionsgruppen Karizma som blev dannet med ham som leder (1975), og for sine utallige indspilninger som firstcall studietrommeslager ved siden af Jeff Porcaro på Vestkysten i USA. Han indspillede bl.a. med James Taylor, Olivia Newton-John, Dave Grusin, Al Jarreau, George Benson, Sheena Easton, Barry Manilow, Barbra Streisand, Joni Mitchell, Dionne Warwick, Neil Diamond etc. han medvirkede også på soundtracked til filmen Grease. Vega var en stor inspiration for Jeff Porcaro fra rock/pop gruppen Toto. Han døde i sit hjem i den 7. april 1998, efter en pause fra en turné med James Taylor af et selvpåført skudsår.

## Udvalgte indspilninger
- The GRP Allstars Live (1985)
- Physical (1981) - med Olivia Newton-John
- Karizma (1975)
- In Your eyes (1983) - med George Benson
- Lukather (1989) - med Steve Lukather
- Barry (1980) - med Barry Manilow
- Everlasting (1987) - med Natalie Cole